# Désubériser
Désubériser, reprendre le contrôle, est un essai dirigé par le Dr en philosophie et conservateur à la BnF Florian Forestier, co-écrit avec Franck Bonot, Odile Chagny et Mathias Dufour, et publié aux éditions du Faubourg en 2020. Il propose une réflexion quant à l'usage des outils numériques, et leur influence sur la précarisation du marché du travail, à partir notamment de l'exemple des chauffeurs de VTC de la société Uber.

## Création
D'après sa recension dans la revue Futuribles, l'ouvrage résulte d'une « réflexion commune conduite par le think-tank #Leplusimportant, et le réseau Sharer & Workers ». Florian Forestier, directeur de cet ouvrage, est également le coordinateur technique de ce think-tank. Odile Chagny et Franck Bonot sont co-animateurs du réseau Sharers & Workers.

## Contenu
L'essai est conçu comme un ouvrage pour le grand public, et son propos s'oriente vers une demande de prise en compte de l'intérêt général, posant la question de savoir s'il est possible de continuer à « vivre en mettant notre organisation et nos protections sociales en danger ». Il prend l'exemple des travailleurs de plateformes de mobilité et de livraison, qui sont « mal payés, travaillent beaucoup, et sans protection sociale ».
Il fournit aussi des pistes permettant d'« en finir avec le dumping social », en s'appuyant sur des exemples d'initiatives locales.